# Greixador manual
El greixador manual, de pistola o de bomba, és una eina que s'utilitza per realitzar el greixatge en parts mòbils de maquinària que necessiten greixatge periòdic. El greix, de característica viscosa, ha de penetrar a pressió, per exemple, a través d'un peduncle de greixatge. L'utilitzen operaris en tasques de manteniment industrial o mecànics aficionats en tasques sobre màquines pròpies. El greixador manual, de pistola o de bomba, és una eina que s'utilitza per realitzar el greixatge en parts mòbils de maquinària que necessiten greixatge periòdic. El greix, de característica viscosa, ha de penetrar a pressió, per exemple, a través d'un peduncle. L'utilitzen operaris en tasques de manteniment industrial o mecànics aficionats en tasques sobre màquines pròpies.

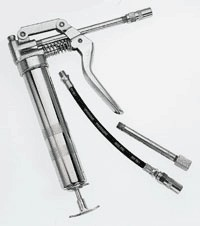
Pistola de greixar amb accessoris

## Descripció
Com es veu en la il·lustració, consta d'un cos principal que consisteix en un tub o tambor metàl·lic on es col·loca el greix, amb una tapa enroscada en l'extrem posterior i amb un émbol impulsor que empeny el lubricant vers el brocal de sortida del greix. Hi ha diversos tipus de brocals per adaptar-se a cada tipus de dispositiu d'entrada, com els peduncles. La palanca que està situada lateralment al tub, o el mànec dels greixadors de bomba, és el que s'acciona perquè el greix surti del brocal amb la força necessària per ingressar en la peça a greixar. Quan aquesta palanca s'acciona manualment es produeix una compressió molt elevada dins del tub o tambor que fa sortir el greix lubricant.

## Lubricants
Els greixos a usar amb aquesta eina són de característiques viscoses o semisòlides, no fluides. En general és el greix de liti el que s'empra, no obstant això es pot utilitzar amb altres greixos de consistència similar basats en molibdè, silicones i altres. No està dissenyada per l'ús amb lubricants líquids. És una eina totalment construïda en metall, a excepció del tub de sortida flexible, de cautxú. Algunes d'aquestes eines tenen una malla metàl·lica que el recobreix i un pistó o èmbol també de cautxú dins el tub.